# Forest Park (New York)

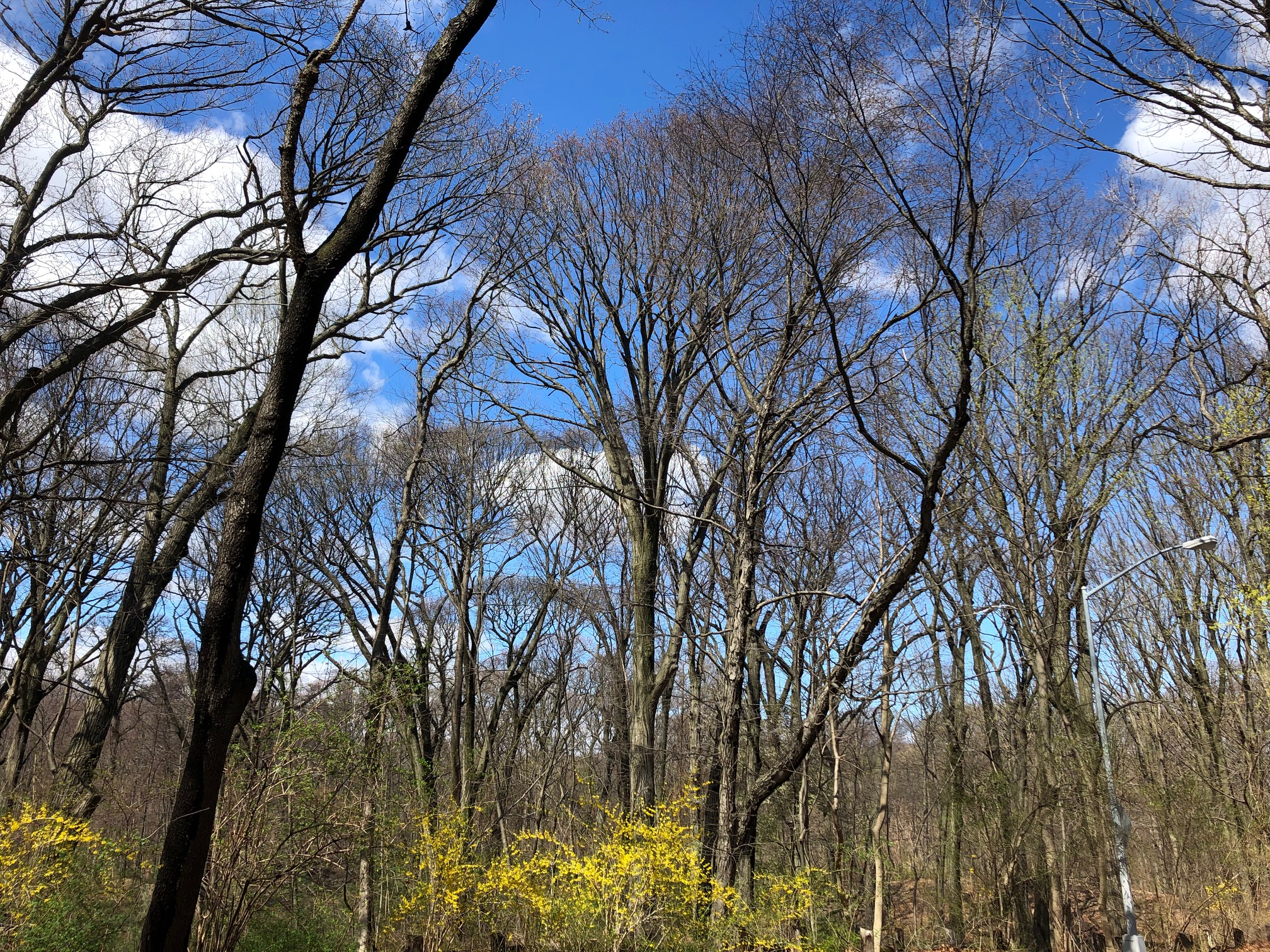

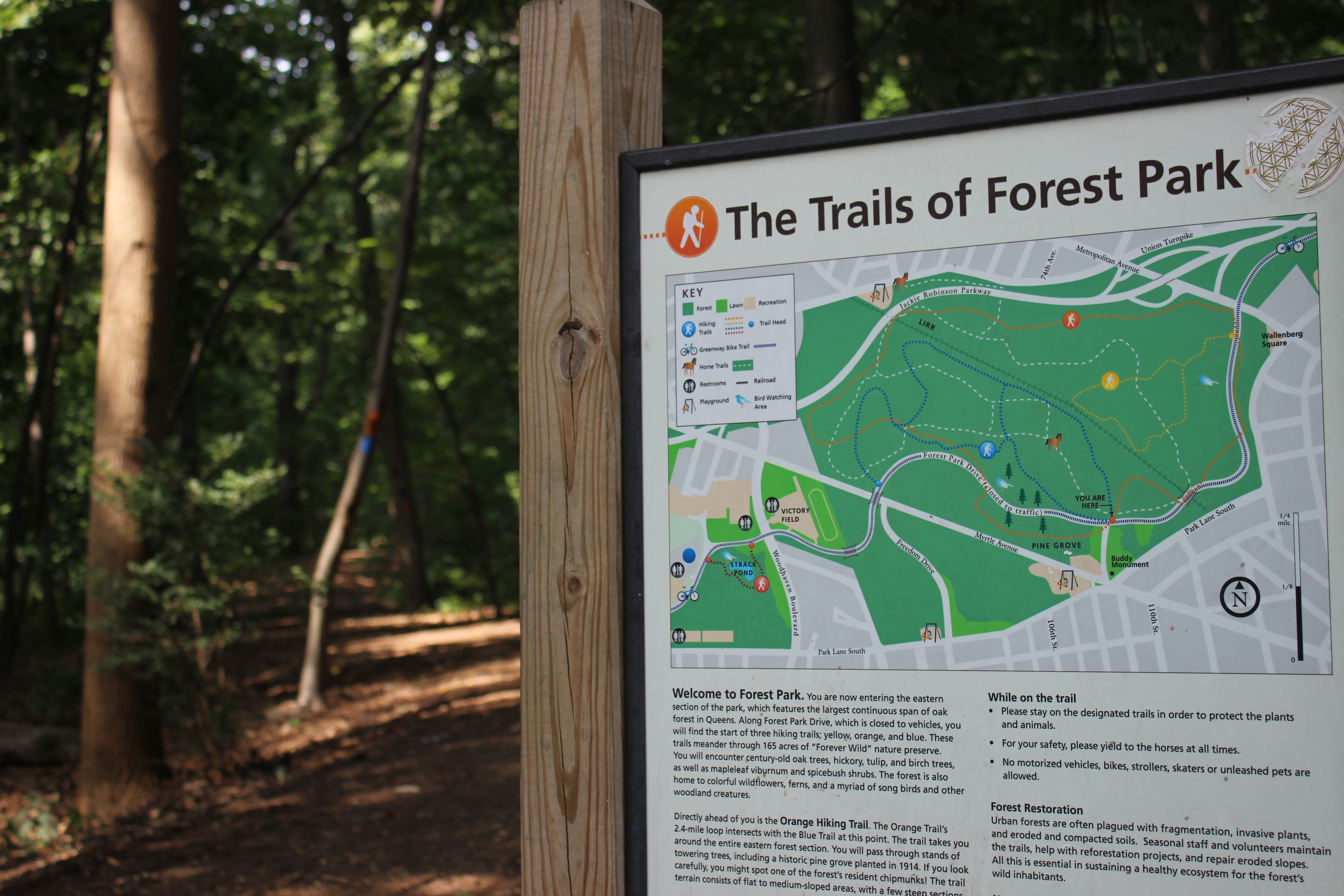

Forest Park is een publiek park in New York. Het ligt in de New Yorkse borough Queens. Het heeft een oppervlakte van 2,18 km² en is daarmee een van de grotere publieke parken in New York. Circa een derde heeft een dichte bosbegroeiing, waaronder ook het grootste aaneengesloten eikenbos in Queens. Het park wordt beheerd door het New York City Department of Parks and Recreation.

## Geschiedenis
Het Brooklyn Forest Park, zoals het toen heette, werd aangelegd en uitgebreid door de systematische aankoop van 124 percelen grond tussen 1895 en 1898 door het Brooklyn Parks Department.